# Pott's Brauerei
Vous pouvez aider à l'améliorer ou bien discuter des problèmes sur sa page de discussion.
- Il ne cite pas suffisamment ses sources. Vous pouvez indiquer les passages à sourcer avec {{référence nécessaire}} ou {{Référence souhaitée}}, et inclure les références utiles en les liant aux notes de bas de page. (Marqué depuis mai 2021)
- Il contient une ou plusieurs listes. Le texte gagnerait à être rédigé sous la forme d’un ou plusieurs paragraphes synthétiques, afin d’être plus agréable à lire. (Marqué depuis mai 2021)

- Archive Wikiwix
- Bing
- Cairn
- DuckDuckGo
- E. Universalis
- Gallica
- Google
- G. Books
- G. News
- G. Scholar
- Persée
- Qwant
- (zh) Baidu
- (ru) Yandex
- (wd) trouver des œuvres sur Wikidata

La Pott’s Brauerei est une brasserie à Oelde.

## Histoire
La fondation remonte à 1769 par l'acquisition par Franz-Arnold Feldmann d'un domaine avec une brasserie et une boulangerie dans le centre-ville d'Oelde. Par le mariage de l'héritière Theresia Elisabeth Bernhardina Feldmann avec l'aubergiste Bernhard Pott en 1851, la famille propriétaire actuelle devient la propriété de la brasserie.

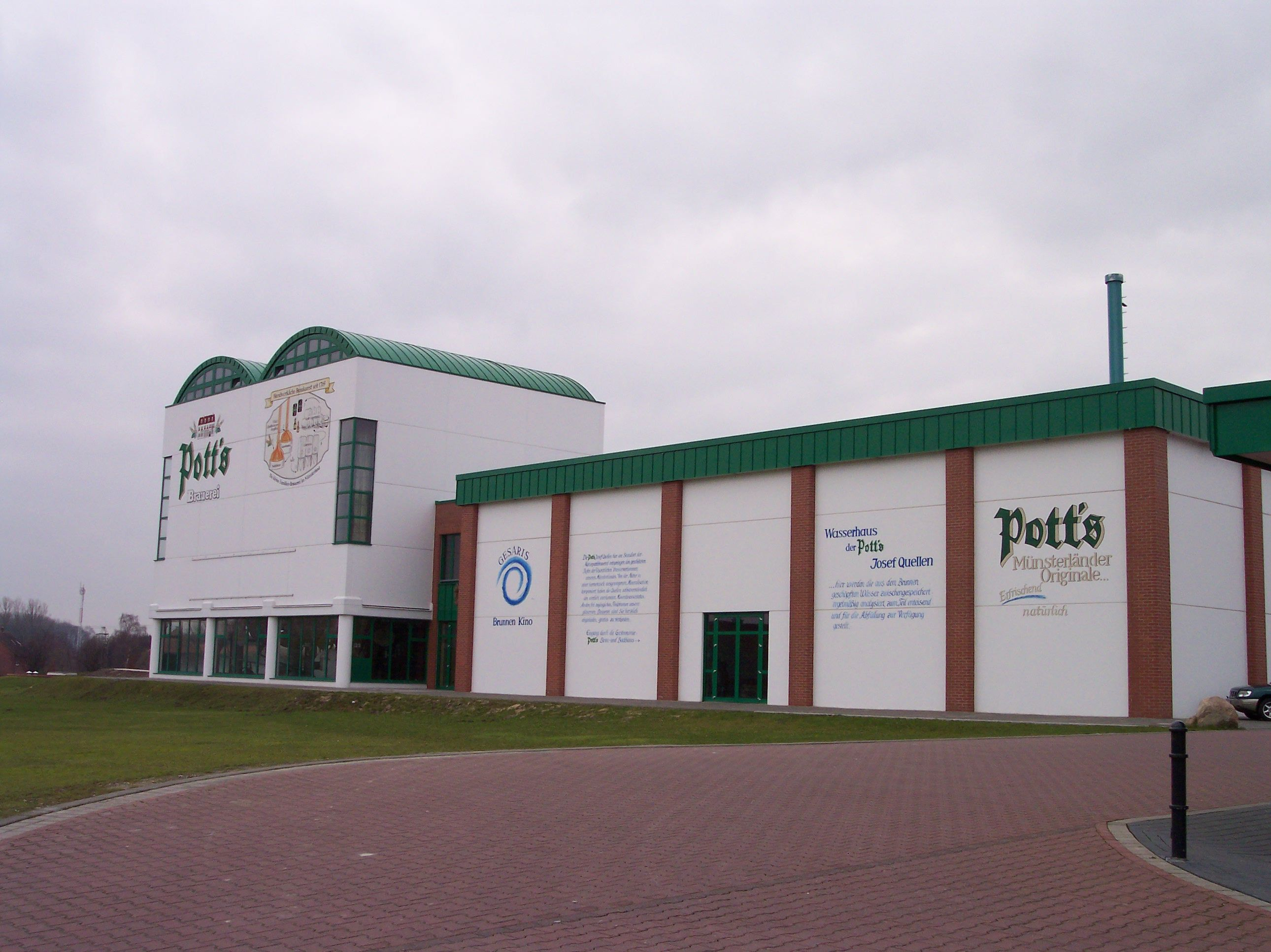
Bâtiments de la brasserie à Oelde

En 1996, commence la nouvelle construction de la brasserie Pott's avec la maturation, la mise en bouteille, la filtration et l'expédition à la sortie de l'autoroute d'Oelde. Du maltage à la fermentation, cependant, la production reste dans les salles nouvellement redessinées de la brasserie de la vieille ville. En 2003, le Georg-Lechner-Biermuseum est construit ; y est exposée la plus grande collection d'étiquettes de bière au monde et un grand nombre de vieilles tasses et bouteilles de bière. En 2006, la brasserie se lance dans des boissons non alcoolisées. Depuis janvier 2007, le Franz-Arnold-Halle de 1 100 m2 sert de salle de conférences et aussi lieu de soirées de gala, de concerts, d'événements sportifs, etc.

## Productions
Bières
- Pott’s Pilsener
- Pott’s Landbier
- Pott’s Weizen
- Pott's Weizen sans alcool
- Pott's Blitz Limette-Ingwer Weizen-Mix sans alcool
- Pott's Blitz Holunder Weizen-Mix sans alcool
- Pott’s Prinzipal (Das Premium Pilsener)
- Pott’s Pilsener sans alcool

Les bières anciennes vieillies en fûts de chêne sont embouteillées avec la marque spécialisée Pott's Schatzkammer dans des bouteilles en verre raffinées de haute qualité de 0,66 l.
Mélanges
- Fez (Pott’s Landbier avec du cola)
- Leeze (Pott’s Pilsener avec de la limonade)

Boissons non alcoolisées
- Gesaris Eiszeit-Mineralwasser classic
- Gesaris Eiszeit-Mineralwasser medium
- Gesaris Eiszeit-Mineralwasser still
- Gesaris Apfelschorle
- Gesaris Cola-Mix
- Gesaris Orange
- Gesaris Zitrone